# Дніпропетровський фаховий мистецько-художній коледж культури
Дніпропетровський фаховий мистецько-художній коледж культури — заклад фахової передвищої освіти, який готує фахівців (фахових молодших бакалаврів) за спеціальностями галузі  знань "Культура і мистецтво". Форми навчання: денна та заочна. Студенти приймаються на базі 9 та 11 класів. В залежності від спеціальності термін навчання варіюється від 2 до 4 років. Директор коледжу з 2018 року – доцент ВАК, доктор наук Рудкевич Інна Володимирівна.

## Історія коледжу
Комунальний заклад «Дніпропетровський фаховий мистецько-художній коледж культури» Дніпропетровської обласної ради» – навчальний заклад, який був утворений навесні 2020 року шляхом об’єднання «Дніпропетровського коледжу культури і мистецтв» та «Дніпропетровського театрально-художнього коледжу». Новий коледж поєднав у собі історію трьох культурно-мистецьких осередків, що беруть свій початок з початку ХХ століття.

### Художнє відділення
Відкрите у 1925 році на базі художніх курсів; вже в 1929 році його перетворюють у художньо-педагогічний технікум. У 1930 році було відкрите скульптурне відділення, а в 1935 році художньо-педагогічний технікум був перейменований на Дніпропетровське державне художнє училище. У 1966 році було відкрите відділення художнього оформлення (дизайну), а в 1991 – відділення декоративно-ужиткового мистецтва. У 1997 році відбулось об`єднання Дніпропетровського державного художнього училища з Дніпропетровським театральним училищем і на їх базі був створений Дніпропетровський театрально-художній коледж.

### Театральне відділення
Засноване в 1930 році як театральний факультет при Дніпропетровському музично-драматичному технікумі, а з 1939 року починає існувати як самостійний навчальний заклад Дніпропетровське державне театральне училище, яке готувало акторів драматичного театру, а з 1950 року – керівників колективів театральної та хореографічної самодіяльності. Починаючи з 70-х років заклад повертається до підготовки акторів драми та відкриває спеціальність «Актор лялькового театру». З 1992 року хореографічне відділення випускає спеціалістів за напрямом «Артист балету. Педагог».
Важливу роль у навчальній діяльності, популяризації закладу відіграють, створені в різні часи, творчі майстерні: на відділенні акторів драми – навчальні театри «Дебют» та «Інтимний театр Антоши Чехонте» (керівник Г.Ф. Бабій), на відділенні акторів театру ляльок – «Рукавичка» (керівники – О.І. Самохвалова, Л.А. Колтиріна), на хореографічному відділенні – «Дивертисмент» (керівник В.І. Рогачов).
Театральне відділення коледжу має унікальну 90-річну історію створення, розвитку і становлення театральної середньої професійної освіти в нашій країні. Засноване у 1930 році як театральний факультет при Дніпропетровському музично-драматичному технікумі (ВНЗ), вже у 1939 році трансформується у самостійний навчальний заклад Дніпропетровське державне театральне училище. На різних етапах свого розвитку заклад змінював свою назву, структуру, але незмінно притримувався основної мети та ідеї свого створення – підготовки професійних акторських, а з часом хореографічних кадрів для українських театрів. Адже культурна історична політика країни завжди впливала на формування навчального процесу в закладі. У післявоєнні роки в країні набирала обертів художня самодіяльність, тому у 1950/51 рр. в училищі було відкрито хореографічне відділення, і заклад почав готувати керівників театральних і хореографічних самодіяльних колективів. З новим етапом відродження українських театрів у середині 60-х років минулого сторіччя в ДДТУ поступово відроджується процес підготовки акторських кадрів, і вже у 80-ті роки завершується навчальна перепрофілізація закладу – підготовка акторів, а з 1992 року – підготовка артистів балету. Важливою ланкою у процесі становлення театральної освіти стало відкриття у 1970 році спеціальності «Актор лялькового театру», що сприяло розширенню і оновленню  учнівського контингенту і педагогічного складу. Цей процес відбувся завдяки великій творчій співпраці директора Каміли Костянтинівні Маркової, заступника директора з навчальної роботи Івана Петровича Сірика і всього колективу викладачів.
Всі роки майже сторічної історії заклад очолювали високопрофесійні, яскраві особистості – лідери, діяльність яких сприяла розвитку навчального процесу, організації високопрофесійного кадрового забезпечення, побудові матеріально-технічної бази:
А.Г. Могилевська (1939 р.), Е.П. Болотіна (1939/41 рр.), Софія Григорівна Крамник (1944/52 рр.), Валентин Гаврилович Покуль (1952/62 рр.), заслужений діяч мистецтв МРСР Данило Тихонович Бондаренко (1962/1967 рр.), Іван Іванович Снітков (1967/69 рр.), Каміла Костянтинівна Маркова (1969/83 рр.), заслужений працівник культури УРСР Микола Михайлович Карпенко (1984/2013 рр.), Вікторія Євгенівна Іванова-Биканова (2014/15 рр.), Микола Петрович Беркатюк (2016/20 рр.). У своїй діяльності керівники закладу завжди спирались на професіоналізм, згуртованість і відданість справі всіх педагогів, співробітників.
Яскраву сторінку в історії закладу створила діяльність видатних майстрів режисерів-педагогів, справу яких дотепер продовжують їх учні, провідні викладачі театрального відділення, які передають знання, досвід своїх попередників. Один з фундаторів театрального відділення був відомий режисер, народний артист УРСР, лауреат Державної премії СРСР І.Г. Кобринський, який дав творчу дорогу багатьом відомим випускникам, зокрема народній артистці УРСР Л. Вершиніній, а педагогічну діяльність продовжив його учень Ю.І. Костюк – актор, режисер-постановник, директор Дніпропетровського українського музично-драматичного театру ім. Т. Шевченка, студенти якого заслужений працівник культури УРСР М.М. Карпенко та І.Л. Андрущенко продовжили плідно працювати у стінах рідного навчального закладу. М.М. Карпенко більш ніж 30 років очолював ДДТУ, ДТХК, діяльність якого була спрямована на збереження традицій училища, кадрового викладацького складу, уважного ставлення до кожного учня, покращення матеріально-технічної бази. І.Л. Андрущенко довгий час плідно працював заступником директора з навчальної практики, забезпечуючи роботу навчальних театрів «Дебют» і «Рукавичка».
У творчій майстерні заслуженого діяча мистецтв МРСР Д.Т. Бондаренка навчався провідний викладач з режисури і майстерності актора І.І. Вепро, педагогічну діяльність якого продовжив М.П. Беркатюк, директор ДТХК (2015/20рр.). Маючи великий педагогічний і організаційний досвід роботи, Микола Петрович суттєво покращив технічний стан обох навчальних будівель, доклав багато зусиль для сучасного матеріального забезпечення освітнього процесу і збереження традицій закладу.
Значний внесок в історію навчального закладу зробив заслужений діяч мистецтв УРСР Д.С. Лазуренко, який належав до школи Л. Курбаса і був послідовником його ідей щодо створення нового українського європейського театру. У Данила Семеновича навчалися заслужений артист УРСР А.Г. Москаленко, заслужений працівник культури України П.З. Переяславець, народний артист України Г.Й. Кононеко, заслужений працівник УРСР М.М. Карпенко, Г.Ф. Бабій, які продовжили творчі педагогічні традиції майстра. А.Г. Москаленко стояв у першоджерел створення лялькового відділення у ДДТУ. Більш ніж 50 років П.З. Переяславець самовіддано працює викладачем сценічної мови, успішно очолює роботу циклової  предметно-методичної комісії сценічної мови, виховав і підготував не одне покоління учнів, які продовжили традиції свого вчителя у педагогічній діяльності: Л.О. Малишенко, Г.Т. Яшна, Т.Є. Тушич, Н.В. Гаврікова. Відомий сьогодні режисер, педагог нашого закладу Г.Ф. Бабій продовжує втілювати фундаментальні знання своїх педагогів Д.С. Лазуренка і А.Я. Туркова, реалізує свої творчі задуми у новаторському навчальному театру Антоши Чехонте. Випускники його майстерні успішно викладали у ДТХК: О.В. Плахтій, А.В. Опрятний, В.В. Олійник, П.С. Живєтьєв.
Наступність поколінь продовжилась у високопрофесійній діяльності провідного педагога-режисера Н.М. Пінської, учениці відомого театрального режисера, педагога В.І. Ковалевського. Випускники її майстерні прийшли працювати до нашого закладу: Д. Пінський, О.С. Пронін, А.М. Карпенко, А.М. Дейнека. Голова ПЦК актора лялькового театру О.І. Самохвалова – учениця самобутнього режисера-педагога О.Г. Галуна – виховала цілу плеяду талановитих випускників, які сьогодні працюють поруч зі своїм педагогом: Є.М. Зіньковська, О.Г. Коляда. Випускниця, ветеран праці нашого закладу, голова ПЦК майстерності актора З.Ф. Сєлєнкова – послідовниця свого відомого педагога Б.Є. Захави, її учні Л.А. Колтиріна, Н.В. Гаврікова, Т.Є. Тушич продовжують втілювати й передавати наступним поколінням кращі світові театральні напрацювання.
Протягом всієї історії навчального закладу неоціненний вклад у справу виховання  майбутнього актора внесли справжні майстри-педагоги: заслужений артист УРСР Є.І. Зубовський,  С.Я. Грінберг, К.В. Трєплєва, В.О. Дікарєв, А.М. Чебишева, народний артист України Ж.О. Мельников, народний артист УРСР В.І. Баєнко, заслужений артист УРСР В.С. Макагонов, заслужена артистка УРСР В.П. Макагонова, заслужений працівник культури УРСР С. І. Духовенко, заслужений артист УРСР та заслужений діяч мистецтв Росії В.Ф. Бугайов, заслужений діяч мистецтв України В.О. Божко, заслужений діяч мистецтв України В.М. Нікітін. Сьогодні – ведучі митці педагоги-режисери З.Ф. Сєлєнкова, Г.Ф. Бабій, О.І. Самохвалова, Л.А. Колтиріна, С.В. Добровольська, О.В. Ряпулова, викладач гриму, ветеран праці С.М. Нікітіна, викладачі сценічної мови заслужений працівник культури України П.З. Переяславець, Л.О. Малишенко, Г.Т. Яшна втілюють у навчальну діяльність закладу кращі традиції, фундаментальні знання національної та світової театральної школи.
Новим етапом розвитку навчальної діяльності закладу стало відкриття хореографічного відділення у 1950/51 рр. Від самого початку на відділенні: працювали справжні, високопрофесійні митці-хореографи Павла Федорівна Мцевіч, Микола Григорович Авдєйчев, Генрієтта Дмитрівна Дудник, Йосип Соломонович Урінсон, Вікторія Борисівна Федосєєнко. У середині 1960-х років випускник ДДТУ, викладач народного танцю, народний артист України Георгій Павлович Клоков привносить новаторські ідеї у побудову хореографічної освіти, які продовжились у діяльності провідних викладачів відділення  – заслуженого працівника України В.С. Білошкурського, О.М. Гордієнка, В.А. Дягілєва. З відкриттям у 1992 році спеціальності «Артист балету. Викладач хореографії», відділення стрімко починає розвиватися, втілюючи новітні форми танцювального жанру, опановуючи і використовуючи творчу спадщину видатних хореографів, створюючи при цьому власні оригінальні концепції танцювального мистецтва. В той самий час на відділенні під головуванням Ірини Григорівни Семенової був сформований педагогічний колектив професіоналів, однодумців, творчих особистостей : викладачі класичного танцю – В.І. Рогачов (на сьогодні голова ПЦК), заслужені артистки УРСР А.М. Петріна і Т.М. Омельченко, І.Ю. Жевора, Г.М. Грідневська; викладачі бального танцю – Ю.Б. Майстренко, В.П. Котенко; викладачі народного танцю – В.П. Черевко, О.М. Гордієнко, В.А. Дягілєв, О.П. Воробйова; викладач історико-побутового танцю Н.М. Шевченко; викладач сучасного танцю Ю.В. Горських; викладач характерного танцю Т.О. Проскурякова. Основи композиції танцю та методику класичного танцю викладають В.О. Вощиніна, заслужений працівник культури України Л.В. Луценко, І.Є. Оніщенко.
Вагому роль у навчальній діяльності закладу, його популяризації відіграють творчі майстерні – навчальні театри  «Дебют», «Інтимний театр Антоши Чехонте» відділення акторів драми, «Рукавичка» відділення  акторів лялькового театру, «Дивертисмент» хореографічного відділення. Створен ще в середині 1970-х років, як сценічні майданчики для проходження навчальної практики, театри «Дебют» і «Петрушка» (нині «Рукавичка») стали справжньою школою де відточується акторська майстерність. Започаткований у 2004 році «Інтимний театр Антоши Чехонте» під керівництвом Г.Ф. Бабія надав можливість студентам показувати свої режисерські самостійні роботи. Молодий, новаторський навчальний театр «Дивертисмент» (2015 р.), художній керівник В.І. Рогачов, відразу знайшов шанувальників хореографічного мистецтва. Завдяки насиченій, різножанровій репертуарній палітрі, яскравим концертним показам, вмілому акторському виконнаню, навчальні театри завжди мають свого глядача-прихильника, користуються популярністю і увагою серед студентства і мешканців міста.

### Дніпропетровський коледж культури і мистецтв
Заснований у 1930 році як технікум комуністичної освіти (Бюлетень народного комісаріату освіти УСРР №40 від 6 жовтня 1930р.).  В 1934 році Дніпропетровський технікум комосвіти був реорганізований в технікум політосвіти (Бюлетень народного комісаріату освіти УСРР №27 від 15.VII.1934 р.). В 1944 році технікум політосвіти поновив свою діяльність. За час існування заклад декілька разів змінював назву: 1947 р. – технікум з підготовки культурно-освітніх працівників (постанова Ради Міністрів Української РСР від 17.02.1947 №190); 1961 р. – культурно-освітнє училище (протокол засідання колегії Міністерства культури УРСР від 14 березня 1961 р. №10); 1990 р. – училище культури. 2014 р. – «Дніпропетровський коледж культури і мистецтв» ДОР»
Спочатку коледж готував студентів на двох відділеннях: клубному та бібліотечному. Навчання тривало 2 роки. З 1960 року на базі клубного відділення утворились хорова комісія, комісія народних інструментів, комісія духових інструментів, комісія режисури та музично-теоретична та фортепіанна комісія. Студенти стали навчатися 4 роки.
За останній період на базі коледжу було створено цілій ряд творчих колективів:
- Народний хор «Червона калина» (керівник Роздайбіда П.І.)
- Ансамбль народного танцю «Горицвіт» (керівник Мандзюк С.М.)
- Естрадний інструментальний ансамбль «ВІА ДУК» (керівник М`ясніков О.А.)
- Ансамбль класичного танцю «Подих» (керівник Демченко Н.І.)
- Ансамбль домристів «ДЕКА» (керівник Гаврилова Н.М.)
- Ансамбль бандуристів «Купава» (керівник Інталова В.Л.)
- Ансамбль акордеоністів «Настрій» (керівник Ободовська М.В.)
- Вокальний ансамбль «Кантилена» (керівник Бєлікова Т.В.)
- Театр «Лік» (керівник Чуйко С.І.)
- Театр «Театрон» (керівник Сальніков В.І.)
- Театр «Ніни Кондратьєвої» (керівник Кондратьєва Н.П.).

Коледж знаходиться у постійному творчому пошуку, плідно працює на педагогічній та культурно-мистецькій ниві. Сьогодні він сучасний, креативний, але все ж таки постійний як будь-яка класика, яка ввібрала в себе незмінно високу якість освіти, талант педагогів, та вірність власним традиціям.
Нині наш навчальний заклад активно розвиває інноваційні стратегії, впроваджує нові спеціальності, проводить міжнародну діяльність, а також рухається в напрямку створення Академії культури, мистецтва та креативних індустрій – вищого навчального закладу, який став би джерелом продуктивної творчої енергії, центром проактивного мислення та підготовки фахівців креативних індустрій.

## Керівники закладу
Директорами Дніпропетровського державного художнього училища були:
- Михайло Микитович Панін, заслужений діяч мистецтв (1925—1953 рр.)
- Геогргій Георгійович Чернявський, заслужений діяч мистецтв, народний художник (1955—1960 рр.)
- Іван Іванович Щедров (1960—1974 рр.)
- Сергій Михайлович Шептухов (1974—1981 рр.)
- Анатолій Харлампійович Дубовик (1981—1983 рр.)
- Василь Іванович Хворост, заслужений працівник культури (1983—1988 рр.)
- Віктор Іванович Матяш (1988—1992 рр.)
- Олена Петрівна Годенко (1992—1997 рр.); з 1997 р. ДДХУ – частина Дніпропетровського театрально-художнього коледжу

Директорами Дніпропетровського державного театрального училища були:
- Захар Борисович Гутчин – завідувач театрального факультету ДМТТ (1930—1939 рр.)
- А.Г. Могилевська (1939 р.)
- Е.П. Болотіна (1939—1941 рр.)
- Софія Григорівна Крамник (1944—1952 рр.)
- Валентин Гаврилович Покуль (1952—1962 рр.)
- Данило Тихонович Бондаренко, заслужений діяч мистецтв МРСР (1962—1967 рр.)
- Іван іванович Снітков (1967—1969 рр.)
- Каміла Костянтинівна Маркова (1969—1983 рр.)
- Микола Михайлович Карпенко, заслужений працівник культури УРСР (1984—2013 рр.); з 1997 р. ДДТУ – частина Дніпропетровського театрально-художнього коледжу

Директорами Дніпропетровського театрально-художнього коледжу (утворений 1997 р.) були:
- Микола Михайлович Карпенко, Заслужений працівник культури УРСР (1984—2013 рр.)
- Вікторія Євгенівна Іванова-Биканова (2014-2015 рр.)
- Микола Петрович Беркатюк (2016—2020 рр.); у 2020 році реорганізовано шляхом приєднання до Дніпропетровського фахового мистецько-художнього коледжу культури

Директорами технікуму політосвіти, технікум культурно-освітніх працівників, Дніпропетровського училища культури, Дніпропетровського коледж культури і мистецтв були:
- П. Іваницький
- І. Блоха
- І.М. Сіленко
- М.Є Земляний
- Б.С. Сільченко
- Є.І. Таран
- В’ячеслав Васильович Рижов, заслужений працівника культури України (2004—2017 рр.)
- Інна Володимирівна Рудкевич – доктор наук; з 2020 року перейменовано на Дніпропетровський фаховий мистецько-художній коледж культури

Директор Дніпропетровського фахового мистецько-художнього коледжу культури
- Інна Володимирівна Рудкевич (з 2018 року)

## Спеціальності і освітні програми
Коледж здійснює підготовку фахівців за слідуючими нижче спеціальностями та освітніми програмами.

### 021 "Аудіовізуальне мистецтво та виробництво"
освітньо-професійна програма:
- "Аудіовізуальне мистецтво і виробництво"

### 022 "Дизайн"
освітньо-професійна програма:
- "Графічний дизайн"

### 023 "Образотворче мистецтво, декоративне мистецтво, реставрація"
освітньо-професійні програми:
- "Образотворче мистецтво"
- "Декоративно-прикладне мистецтво"

### 024 "Хореографія"
освітньо-професійні програми:
- "Хореографія"
- "Народна хореографія"

### 025 "Музичне мистецтво"
освітньо-професійні програми:
- "Естрадний спів"
- "Народне пісенне мистецтво"
- "Народні інструменти"
- "Естрадні інструменти

### 026 "Сценічне мистецтво"
освітньо-професійні програми:
- "Актор драматичного театру"
- "Актор театру ляльок"
- "Естрадний сучасний танець"
- "Циркові жанри"
- "Видовищно-театралізовані заходи"

### 028 "Менеджмент соціокультурної діяльності"
освітньо-професійна програма:
- "Менеджмент соціокультурної діяльності"

### 029 "Інформаційна, бібліотечна та архівна справа"
освітньо-професійна програма:
- "Інформаційна, бібліотечна та архівна справа"

## Циклові комісії (кафедри)
ЦК аудіовізуального мистецтва
Очолює комісію Демченко Володимир Дмитрович - Заслужений журналіст України. Має відзнаки Національної Ради з питань ТБ і радіомовлення, Комітету ТБ і радіомовлення при Кабінеті Міністрів. Медаль О. Довженко за вагомий особистий внесок у розвиток ТБ і радіомовлення. Викладачами комісії є Микита Лиськов, Наталія Рекуненко та Олена Городецька.
ЦК інструментального мистецтва
Очолює комісію М'ясніков Олександр Анатолійович. Викладачі комісії проводять заняття з дисциплін "Спеціальний музичний інструмент", "Диригування та читання партитур", "Оркестровий клас та диригентська практика", "Інструментознавство", "Вивчення оркестрових інструментів", "Методика роботи з оркестром", "Методика акомпанементу". Їх відвідують студенти спеціальності "Музичне мистецтво".
ЦК диригентсько-хорових дисциплін
Очолює комісію Пушкарюк Світлана Тимофіївна.
ЦК хореографічних дисциплін
Комісія розпочала роботу з 1974 року. На комісії викладаються такі дисципліни: «Класичний танець», «Народно-сценічний танець», «Український танець», «Композиція та постановка танцю», «Дуетно-класичний танець», «Сучасний танець», «Ансамбль», «Історико-побутовий танець», «Сценічна практика», «Методика викладання фахових дисциплін», «Методика роботи з хореографічним колективом», «Основи акторської майстерності». Викладачі комісії працюють зі студентами спеціальності "Хореографія". Очолює комісію Муравйова Олена Вікторівна.
ЦК режисерських дисциплін
Існує з 1971 року. Викладачі комісії проводять заняття з дисциплін "Режисура і майстерність актора", "Сценічна мова", "Акторська майстерність", "Декораційно-художнє оформлення", "Техніка сцени", "Сценічна пластика", "Грим". Комісія забезпечує підготовку студентів спеціальностей "Музичне мистецтво", "Хореографія", "Сценічне мистецтво". Очолює комісію Світлана Зайцева. З 2024 року комісію очолює івент-менеджерка Анастасія Пирсенкова.
ЦК естрадно-циркових дисциплін
Очолює комісію Калиновська Анна Василівна.
ЦК естрадного співу
Очолює комісію Подунай Яна Артурівна.
ЦК фортепіано і музично-теоретичних дисциплін
Комісія забезпечує вивчення студентами спеціальностей "Музичне мистецтво", "Хореографія", "Сценічне мистецтво" таких навчальних дисциплін як "Теорія музики", "Гармонія", "Сольфеджіо", "Народна музична творчість", "Зарубіжна та українська музична література", "Фортепіано", "Музичний інструмент". Очолює комісію Погрібна Наталія Петрівна.
ЦК загальноосвітніх та соціально-гуманітарних дисциплін
Комісія забезпечує вивчення студентами всіх спеціальностей шкільних предметів (стосується студентів на базі 9 класів), а також дисциплін гуманітарного циклу: "Основи філософських знань", "Основи економічної теорії", "Соціологія", "Українська мова за професійним спрямуванням", "Іноземна мова за професійним спрямуванням". Очолює комісію Дьоміна Наталя Володимирівна.
ЦК загальноосвітньої та соціально-гуманітарної підготовки
Очолює комісію Сосна Наталія Євгенівна
ЦК майстерності актора
Очолює комісію Божинський Володимир Юрійович
ЦК майстерності актора з лялькою і сценічної мови
Очолює комісію Коляда Олександра Григорівна
ЦК музично-вокальних дисциплін
Очолює комісію Курлюк Ірина Григорівна
ЦК образотворчого мистецтва
Очолює комісію Чернета Григорій Олександрович
ЦК дизайну
Очолює комісію Сопєлкін Максим Олександрович
ЦК декоративно-прикладного мистецтва
Очолює комісію Гарькава Тетяна Анатоліївна
ЦК менеджменту культури, культурологічних та бібліотечних дисциплін
Очолює комісію Оніщук Ірина Володимирівна

## Навчальні театри і творчі колективи
- Навчальний драматичний театр "Дебют"
- Навчальний театр ляльок "Рукавичка"
- Навчальний театр танцю "Дивертисмент"
- Український народний хор "Червона калина"
- Ансамбль народного танцю "Горицвіт"
- Ансамбль класичного танцю "Подих"
- Ансамбль домристів "ДЕКА"
- Оркестр "ВІАДУК"
- Квартет акордеоністів "Настрій"
- Театр Ніни Кондратьєвої
- Театр "ЛІК"
- Театр "Театрон"

## Керівництво
- Директорка — доктор наук Рудкевич Інна Володимирівна
- В.о. заступниці директорки з навчальної роботи — Лазарєва Анна Анатоліївна
- Заступниця директорки з розвитку та організаційних питань — Олійник Лілія Володимирівна
- Заступник директорки з адміністративних і питань — Широков Сергій Борисович
- Заступниця гуманітарно-виховної та кадрової роботи — Жарікова Оксана Анатоліївна

## Адреса
- Головний корпус: м. Дніпро, проспект Дмитра Яворницького, 47.
- Театральне відділення: м. Дніпро, вулиця Королеви Єлизавети ІІ, 11.
- Художнє відділення: м. Дніпро, площа Успенська, 14.